# Al di là del lago (serie televisiva)
Al di là del lago è una serie televisiva italiana, trasmessa dal 30 dicembre 2010 su Canale 5.
La serie, composta da 12 episodi, è diretta da Raffaele Mertes e vede come protagonisti Kaspar Capparoni, Gioia Spaziani, Roberto Farnesi.
In precedenza, il 22 aprile 2009, sempre su Canale 5 era stato trasmessa un omonimo film per la televisione, con gli stessi attori protagonisti.

## Trama
La serie si svolge sulle rive di un lago (da cui deriva il titolo) e parla di amori, intrighi e passione. Nelle prime puntate c'è una perdita, quella di Valerio, e un ritorno, quello di Luca. I due erano grandi amici anche se poi Valerio ha sposato Barbara, che però aveva avuto un bambino con Luca, Lorenzo, che scoprirà la verità all'inizio della serie dopo la scomparsa di Valerio, che lui credeva suo padre, anche se in cuor suo sa che è Valerio suo padre, e così resterà. Infatti questo sarà il motivo effettivo che separerà Barbara da Luca dopo il ritorno di Valerio, che in realtà non era morto nell'incendio ma era stato sequestrato (verrà ritrovato proprio da Lorenzo). Molti intrighi e personaggi si interporranno al loro amore e oscuri segreti emergeranno, ma l'amore trionfa sempre e anche in questo caso non ci deluderà, non solo per Barbara e Valerio, ma anche per il piccolo Lorenzo. Tutto questo sullo sfondo di un luogo magico come il lago e di un maneggio che ci farà vivere amori, passioni e anche un pizzico di poliziesco. 

## Luoghi
La serie è stata girata nei borghi del Lazio, tra Ponzano Romano, Bassano Romano, Campagnano, Sacrofano, il Lago del Turano, lago di Maltignano, Formello, parco di Veio, Rocca di Papa, Civita di Bagnoreggio e a Frascati location per la stazione.

## Personaggi principali

### Protagonisti
- Valerio Paci (Roberto Farnesi): Veterinario di Poggio Sant'Angelo, nel film-tv è separato da Barbara ed e il padre putativo di Lorenzo che ama come fosse suo figlio. Viene dato fuoco al maneggio e lui viene dato per morto. A dare fuoco al maneggio si dice sia stato suo zio Guido e un uomo napoletano, Rodolfo, che incendiano il posto perché vogliono comprare il terreno dove Valerio, per l'amore del figlio, ha costruito una bella pista per cavalli. Nella seconda serie si scopre che è ancora vivo ed è stato tenuto prigioniero, ma riesce a scappare dagli scagnozzi del suo rapitore e si rifugia in una grotta non vedibile a occhio nudo dove si nascondeva da piccolo con Luca, padre biologico di Lorenzo. Viene trovato in condizioni misere da Lorenzo e da Ofelia, la loro cagnolina. Viene portato in ospedale e gli viene donato il sangue da Barbara e dall'ex-fidanzata Patrizia, figlia di Guido. Capisce di amare ancora Barbara, ma se la dovrà vedere con Luca, che nella sua assenza ha voluto appropriarsi del suo posto nella vita della donna e del figlio. Nonostante tutto, Barbara alla fine sceglie Valerio e i due ritornano a vivere insieme, indagando insieme al capitano dei carabinieri della valle sul suo rapimento. Si scopre che, durante il rapimento, gli sono venute somministrate alcune droghe capaci di non fargli ricordare l'accaduto. Anche se non vuole arriverà a sospettare di Barbara e di suo padre, che alla fine insieme a Sergio Volturni è il responsabile del rapimento.

- Barbara Serramonti (Gioia Spaziani): Donna determinata e madre di Lorenzo, con cui nutre un rapporto scontroso nella prima stagione a causa del forte carattere del bambino. Scopre che il padre del bambino è Luca e non Valerio solo mesi prima della morte di quest'ultimo, da cui si separa. Allo scoprirsi della verità su zio Guido e Rodolfo decide di non rivolgergli più la parola e si scopre nuovamente innamorata di Luca. Nella seconda stagione non è ancora pronta a costruire una storia con Luca perché pensa troppo a Valerio, e il ritrovamento di quest'ultimo porta ad un allontanamento di entrambi gli uomini. Solamente con la pazienza si accerta che l'uomo giusto è Valerio. Nella seconda stagione la troviamo a fare i conti con il passato: dopo 20 anni ritorna il padre che l'aveva abbandonata all'età di 15 anni. Nonostante tutto riesce a perdonarlo. Si preoccupa molto per il figlio Lorenzo e resisterà alle avances di Sergio Volturni. Solo a fine stagione scopre il mistero che ha spinto il padre a ritornare a Poggio Sant'Angelo ma, ancora una volta, avrà la forza e il coraggio di perdonarlo.

- Luca Ferri (Kaspar Capparoni): Luca ha tutto nella vita: un lavoro fantastico negli States, una bellissima donna accanto di nome Judy e una vita a New York. Però la morte dell'ex-migliore amico Valerio lo spinge a tornare a Poggio Sant'Angelo e a scoprire la sua paternità. Mettendo da parte il lavoro indagherà sulla morte del migliore amico e capirà che Barbara è la donna della sua vita. Nella seconda stagione nutre un affetto per il figlio biologico Lorenzo, che però lui non ricambia. Dopo una lite si allontanerà da Barbara e da Lorenzo al ritorno di Valerio, per restituire all'amico quello di cui si era appropriato nella sua assenza.

- Lorenzo Ferri (Brando Pacitto): Ragazzo dal carattere determinato come la madre. Per lui sarà un trauma la perdita del padre e scoprire che il vero padre è Luca. Nella seconda stagione stringe una forte amicizia con Claudia, nipote di Cesare, e con Caterina, figlia dei Volturni, mentre costruisce un rapporto scontroso con Giulio, un suo coetaneo. A metà stagione si fidanzerà con Caterina, facendo crescere gelosia in Claudia, ma a fine stagione capirà di essere attratto da Claudia e le ruberà un lunghissimo bacio sotto gli occhi dei genitori.

### Deuteragonisti
- Patrizia Angeloni (Martina Colombari): Figlia di Guido ed ex fidanzata di Valerio, tornerà a Poggio Sant'Angelo dopo tantissimi anni proprio per donare sangue a quest'ultimo. Ha rapporti scontrosi con il padre e tra di lei e un uomo nascerà una profonda relazione che vuole nascondere a tutti i costi dagli amici. Compra tantissimi vestiti e paia di scarpe.

- Luciano Serramonti (Fabio Testi): Padre di Barbara e nonno di Lorenzo. Dopo 20 anni ritorna a Poggio Sant'Angelo con l'intenzione di riconquistare la figlia e grazie al legame con il nipote Lorenzo ci riuscirà. Ma questo non è il vero motivo del ritorno di Luciano: dietro di lui si nasconde un legame scontroso con Volturni, e per salvare la sua famiglia da quest'ultimo dovrà consegnargli i "gioielli della Regina", che moltissimi anni prima aveva rubato facendo uccidere migliaia di persone.

## Episodi
| Stagioni       | Episodi | Prima TV  |
| -------------- | ------- | --------- |
| Unica stagione | 12      | 2010-2011 |

## Ascolti
| n°    | Telespettatori | Share  |
| ----- | -------------- | ------ |
| 1     | 4 365 000      | 18,73% |
| 2-3   | 4 341 000      | 18,09% |
| 4-5   | 3 021 000      | 12,57% |
| 6-7   | 3 490 000      | 13,95% |
| 8-9   | 3 109 000      | 12,09% |
| 10-11 | 4 077 000      | 14,75% |